# Džanan Musa
Džanan Musa (ur. 8 maja 1999 w Bihaciu) – bośniacki koszykarz, reprezentant kraju, występujący na pozycjach rzucającego obrońcy lub niskiego skrzydłowego.

## Kariera klubowa
Zadebiutował w Eurolidze, jako jeden z najmłodszych zawodników w historii, mając 16 lat i 160 dni. 
W 2018 roku trafił do Brooklyn Nets, gdzie został wybrany z numerem 29 w Drafcie. W trakcie gry w drużynie z Nowego Jorku, często delegowany był do gry w drużynie Long Island Nets, która występuje w NBA G League i jest stowarzyszona z Brooklyn Nets.  19 listopada 2020 trafił w wyniku wymiany do Detroit Pistons. 20 grudnia został zwolniony.
Po pobycie w Stanach Zjednoczonych powrocił do Europy, kiedy 13 stycznia 2021 roku został zawodnikiem Anadolu Efes Stambuł. W Turcji jednak nie cieszył się częstą grą i wystąpił w 4 spotkaniach w Eurolidze oraz w ośmiu meczach w Basketball Super League. 27 czerwca 2021 roku Anadolu Efes oraz Musa postanowili rozwiązać jego kontrakt za porozumieniem stron . W lipcu 2021 roku został zawodnikiem występującego w hiszpańskiej Lidze ACB - CB Breogán, gdzie pomógł w zakwalifikowaniu się do koszykarskiego Pucharu Króla (w Pucharze Króla występuje jedynie czołowa ósemka, po zakończeniu pierwszej połowy sezonu zasadniczego w Lidze ACB). Sezon 2021/22 zakończył jako MVP ligi ACB. Po zakończeniu sezonu 2021/22 odszedł do Realu Madryt. W Madrycie został dwukrotnym mistrzem Hiszpanii w sezonie 2023/24 oraz w sezonie 2024/25. Zwyciężył także raz w rozgrywkach Euroligi w sezonie 2022/23, kiedy to też został wybrany do pierwszej drużyny All-Euroleague. Zwyciężył również raz w rozgrywkach Copa del Rey oraz dwukrotnie w Superpucharze Hiszpanii. 7 lipca 2025 roku Real Madryt ogłosił odejście Musy z klubu. Tego samego dnia został ogłoszony koszykarzem Dubai Basketball klubu z Zjednoczonych Emiratów Arabskich, który od sezonu 2025/26 będzie występować na parkietach Euroligi. 

## Osiągnięcia
Stan na 23 lipca 2025, na podstawie, o ile nie zaznaczono inaczej.

### Drużynowe
- Mistrz Chorwacji (2016–2018)
- Mistrz Hiszpanii (2023/24, 2024/25)
- Wicemistrz Ligi Adriatyckiej (2017)
- Brąz Ligi Adriatyckiej (2016, 2018)
- Zdobywca:
  - Superpucharu Ligi Adriatyckiej (2017)
  - pucharu Chorwacji (2016–2018)
  - Euroligi (2022/23)
  - Pucharu Króla (2023/24)
  - Superpucharu Hiszpanii (2022/23, 2023/24)

### Indywidualne
- Laureat nagród:
  - Wschodząca Gwiazda EuroCup (2018)
  - Czołowy Prospekt Ligi Adriatyckiej (2018)
  - Największy Postęp Adidas Eurocampu (2017)
- Zaliczony do I składu:
  - Ligi Adriatyckiej (2018)[19]
  - turnieju Belgrad NIJT (2016)
  - Euroligi (2022/23)
- MVP 9 rundy Ligi Adriatyckiej (2017/2018)
- MVP Ligi ACB (2021/22)
- MVP finału Play-Offów ligi ACB (2023/24)[20]

### Reprezentacja
Seniorów
- Uczestnik kwalifikacji do mistrzostw:
  - świata (2017)
  - Europy (2016 – 13. miejsce)

Młodzieżowe
- Mistrz Europy U–16 (2015)
- Uczestnik:
  - mistrzostw świata U–17 (2016 – 9. miejsce)
  - Eurobasketu:
    - U–18 (2016 – 6. miejsce)
    - U–16 (2014 – 8. miejsce, 2015)
- MVP mistrzostw Europy U–16 (2015)
- Zaliczony do I składu:
  - mistrzostw świata U–17 (2016)
  - Eurobasketu U–16 (2015)
- Lider:
  - strzelców mistrzostw:
    - świata U–17 (2016)
    - Europy U–16 (2014, 2015)

  - mistrzostw Europy U–16 w asystach (2015)